# Spring (pel·lícula de 2014)
Spring és una pel·lícula romàntica de terror corporal del 2014 dirigida per Justin Benson i Aaron Moorhead i protagonitzada per Lou Taylor Pucci i Nadia Hilker. La pel·lícula segueix a Evan, un jove que viatja a Itàlia i persegueix una dona anomenada Louise que, desconegut per a Evan, no és del tot humana.
Spring es va estrenar al Festival Internacional de Cinema de Toronto el 5 de setembre de 2014, abans de rebre una estrena limitada a les sales a través d'Drafthouse Films el 20 de març de 2015. La pel·lícula va rebre crítiques positives de la crítica i va recaptar 49.970 dòlars a tot el món.

## Argument
Evan Russell, un jove estatunidenc, perd la seva mare a causa del càncer. Després del seu funeral, es troba en un altercat físic al restaurant on treballa i perd la feina. Per consell del seu amic, Evan viatja a Itàlia i coneix una noia coqueta anomenada Louise. Interessat a buscar una relació amb ella, comença a viure en un petit poble del sud d'Itàlia, treballant en una granja local.
Louise, que inicialment va rebutjar l'Evan, finalment té relacions sexuals amb ell sense utilitzar preservatiu. L'endemà al matí, es desperta abans que ell i té un aspecte monstruós. Després de marxar, mata un gat. Després d'unes quantes cites on exploren la ciutat junts, Louise li pregunta a Evan sobre la seva família. Tot i que es resisteix a revelar detalls, cedeix i li demana a Louise que li expliqui alguna cosa sobre ella. La Louise treu una lent de contacte de l'ull dret per mostrar a Evan que té heterocromia. Evan veu la mateixa condició reflectida en les dones en moltes de les pintures del museu i també a la portada d'un llibre. Una nit, la Louise està sopant amb l'Evan quan l'estat de la seva pell empitjora. Ella surt corrents del carrer i la segueix un turista que la confon amb una prostituta. Louise el mata sense voler després de mutar en una criatura rèptil.
L'Evan, que ha estat treballant il·legalment a la granja, ha de marxar quan arriba la policia d'immigració. Sense cap altre lloc on anar, visita la casa de Louise. La porta està tancada amb cadena, per on veu sang a terra i sent una veu estranya. Trenca la cadena per obrir la porta i troba una criatura semblant a un pop a terra amb el vestit de Louise, intentant arribar a una xeringa. Ràpidament agafa la xeringa i l'injecta al coll de la criatura.
Louise revela a Evan que és una mutant de 2.000 anys. És la dona de tots els quadres de dones amb heterocromia. Cada 20 de primavera, es queda embarassada i el seu cos utilitza cèl·lules de l'embrió per recrear-la mentre es transforma en diferents criatures. Sorprès, l'Evan marxa. Louise el segueix i li explica més sobre la condició. Ella revela que va evitar utilitzar un preservatiu durant el coit per quedar-se embarassada intencionadament. També revela que si s'enamora, les hormones aturaran el procés i la convertiran en mortal. L'Evan li pregunta si està enamorada d'ell; ella respon que no ho és i que no renunciaria a la seva immortalitat per ningú.
L'Evan li demana que passi les últimes 24 hores amb ell abans que torni a evolucionar. Es passen tota la nit parlant entre ells. A primera hora del matí, Louise porta l'Evan a les ruïnes de Pompeia, on va néixer, i li explica la seva història familiar. Arriba el moment, i l'Evan fa un últim intent suplicant-li que no canviï. Louise diu que no té control sobre això i adverteix que pot atacar-lo. Es nega a anar-se'n, així que la Louise s'estira amb el cap a la falda i escolta com l'Evan parla sobre l'experiència de ser mortal i tots els seus aspectes positius. Quan surt el sol, l'Evan mira tranquil·lament a la Louise mentre escolta un so grotesc. No obstant això, troba la Louise encara en la seva forma humana actual mentre el Mont Vesuvi, el volcà que va provocar la mort de la família de Louise, entra en erupció al fons.

## Repartiment
- Lou Taylor Pucci com a Evan Russell
- Nadia Hilker com a Louise
- Francesco Carnelutti com a Angelo
- Nick Nevern com a Thomas
- Chris Palko com a Bancroft Dawson
- Jonathan Silvestri com a Sam
- Jeremy Gardner com a Tommy
- Vinny Curran com a Mike
- Holly Hawkins com a Nicole Russell, la mare d'Evan
- Augie Duke com a Jackie
- Vanessa Bednar com a Gail
- Shane Brady com a Brad

## Banda sonora
La banda sonora va ser composta per Jimmy Lavalle i va ser llançada el 25 de març de 2015 pel segell propi de Lavalle, Eastern Glow Recordings.

## Estrena
Spring es va estrenar el 5 de setembre de 2014, com a part del Festival Internacional de Cinema de Toronto. La pel·lícula va rebre una estrena limitada a les sales el 20 de març de 2015, a través d'Drafthouse Films i un vídeo a la carta llançat un dia després a través de FilmBuff.

### Recepció crítica
Rotten Tomatoes, un agregador de ressenyes, informa que el 85% dels 60 crítics enquestats van donar a la pel·lícula una crítica positiva; la nota mitjana és de 7,40/10. El consens dels crítics del lloc afirma: "Ric en atmosfera i intel·ligència, Spring és una pel·lícula de terror singular amb un impacte furtiu i persistent." On Metacritic, the film has a rating of 70/100 from 13 critics, indicating "generally favorable reviews".
Jon Dickinson de SCREAM: The Horror Magazine va donar a Spring una qualificació de 5 estrelles, afirmant que "transcendeix tots els gèneres per oferir una història que se sent completament única... un monstre que no us voleu perdre".
El cineasta mexicà Guillermo del Toro ha elogiat molt la pel·lícula, afirmant que "[Spring] és una de les millors pel·lícules de terror d'aquesta dècada". Va afegir que és una de les úniques pel·lícules de terror Lovecraftià "que m'ha sorprès."
A l'Austin Fantastic Fest, va guanyar el premi Next Wave per Lou Taylor Pucci com a millor actor. Al Festival Internacional de Cinema de Palm Springs, va guanyar el premi Directors to Watch per Benson i Moorhead.